# Хеди (фильм)
«Хеди» (араб. نحبك هادي‎) — тунисский драматический фильм, снятый Мохамедом Бен Атиа. Мировая премьера ленты состоялась 16 февраля 2016 года на Берлинском международном кинофестивале.

## Сюжет
Молодой житель из Туниса Хеди переживает экзистенциальный кризис. Он всегда делал то, что ему указывали, и никогда не ставил под сомнение условности своего общества и всегда стремился угодить своей матери Бая, которая всегда всё делала за него. Несмотря на наличие достойной работы в качестве продавца, в стране все более становящийся экономически нестабильной, Хеди безразличен к своей работе. Его мать устраивает ему свадьбу с Хедиджей, к отношениям с которой, он безразличен.
Однако за неделю до самой свадьбы Хеди встречается с Рим, с которой у него начинается страстный роман. В отличие от Хедиджы, которая происходит из консервативной семьи, Рим является независимой женщиной с общительным характером. Рим работает как странствующий танцор и координатор событий для туристов в отелях. Хеди остается с трудным решением, чтобы сделать, успокоиться для посредственного брака или следовать мечте с возлюбленной.